# Jaskinia pod Wantą
Jaskinia pod Wantą lub Litworowy Dzwon – jaskinia w Dolinie Litworowej w Tatrach Zachodnich. Wejście do niej znajduje się na północno-wschodnim stoku doliny w zboczach Ratuszowego Grzbietu na wysokości 1793,3 lub 1790 metrów n.p.m. Jest położone w górnej części zbocza, na trawniku pośród kosodrzewiny. Długość jaskini wynosi 520 metrów, deniwelacja 172 metry.
Jest to jaskinia o rozwinięciu pionowym. Jej pierwsza komora (Dzwon) ma kształt dzwonu – stąd nazwa Litworowy Dzwon. Druga nazwa (Jaskinia pod Wantą) pochodzi od płytowej wanty tkwiącej w dolnej części wejścia.

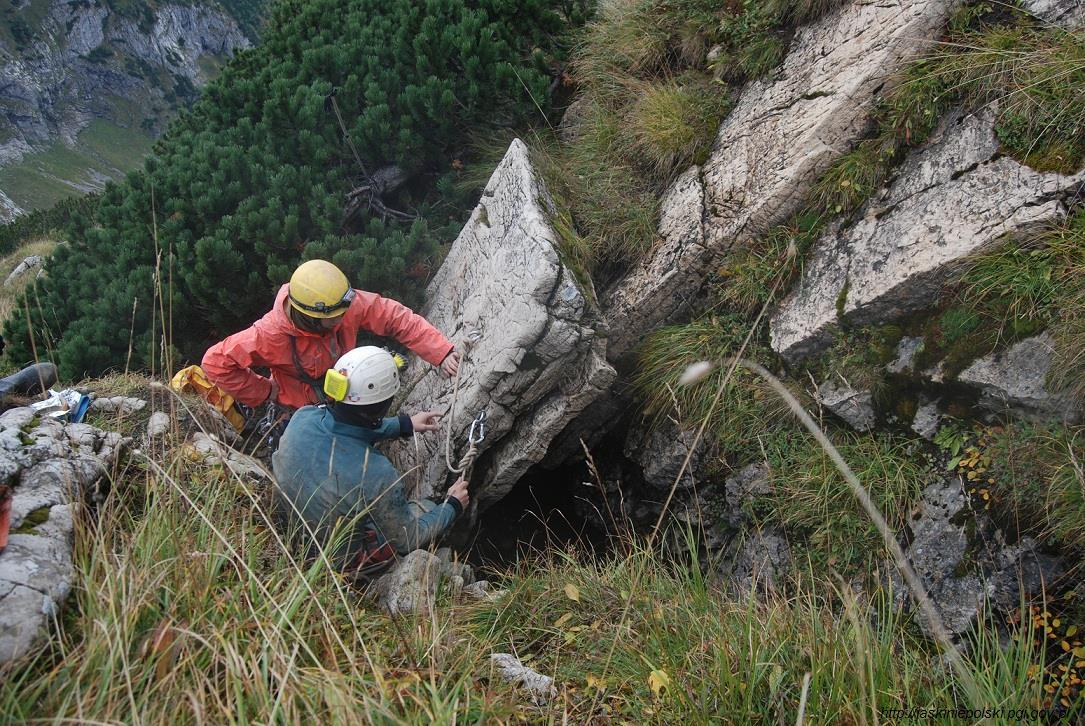
Otwór jaskini

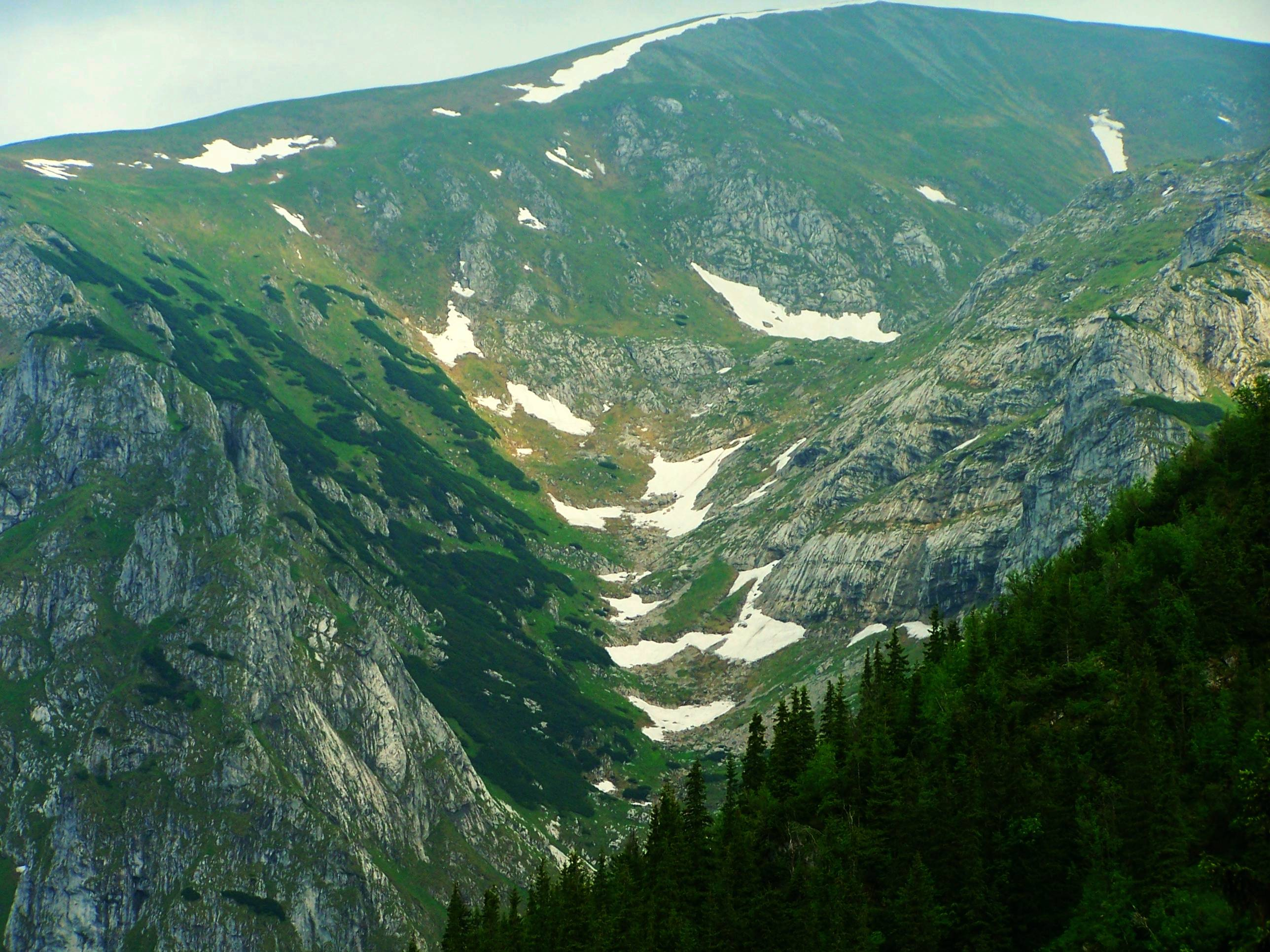
Dolina Litworowa

## Opis jaskini
Z niewielkiego otworu wejściowego prowadzą dwa ciągi. Jeden prowadzi w górę szczeliną do niewielkiej sali i kominka, gdzie osiągnięto najwyższy punkt jaskini +14 metrów. Drugi, główny, to studnia (21 metrów), której dno stanowi sala o kształcie dzwonu. W połowie studni w bok można dostać się do drugiej, równoległej studni (45 metrów), która kończy się dużą salą (25 metrów wysokości). Stąd odchodzą dwa ciągi. Jednym można dostać się do studni (15 metrów) i salki, skąd odchodzą dwa kominy, drugim przez ciasną studzienkę do salki kończącej się zawaliskiem. Jest to najniższy punkt jaskini (−158 metrów).

## Przyroda
Ściany jaskini są mokre. W studniach występuje podziemny deszcz.

## Historia odkryć
Jaskinia pod Wantą była od dawna znana góralom. Dotarcie do niej jest trudne. Ferdynand Rabowski znał otwór jaskini przed wojną, prowadził w okolicy badania geologiczne. Kolejne etapy badań jaskini miały miejsce w latach 1960 (Ryszard Rodziński i Bronisław Goch), 1962 (Janusz Onyszkiewicz, Bernard Uchmański i towarzysze) i 1977. W roku 1989 Wojciech W. Wiśniewski dotarł do najwyższego punktu Jaskini pod Wantą. W 2003 roku grotołazi z Wałbrzyskiego Klubu Górskiego i Jaskiniowego osiągnęli najniższy punkt jaskini.